# Nigdy nie rozmawiaj z nieznajomym
Nigdy nie rozmawiaj z nieznajomym (ang. Never Talk to Strangers) – amerykańsko-kanadyjsko-niemiecki thriller z 1995 roku w reżyserii Petera Halla. Wyprodukowany przez wytwórnię TriStar Pictures.
Premiera filmu miała miejsce 20 października 1995 roku w Stanach Zjednoczonych. W Polsce premiera filmu odbyła się 8 listopada 1996 roku.

## Opis fabuły
Psycholog sądowa Sarah Taylor (Rebecca De Mornay) spotyka w sklepie przystojnego Tony'ego Ramireza (Antonio Banderas), który proponuje jej randkę. Sarah nie umie oprzeć się pokusie. Ich znajomość przeradza się w namiętny, ale bardzo niebezpieczny romans.

## Obsada
Źródło: Filmweb
- Antonio Banderas jako Tony Ramirez
- Rebecca De Mornay jako doktor Sarah Taylor
- Dennis Miller jako Cliff Raddonson
- Eugene Lipinski jako Dudakoff
- Len Cariou jako Henry Taylor
- Susan Coyne jako Alison
- Harry Dean Stanton jako Max Cheski
- Martha Burns jako Maura
- Beau Starr jako Grogan

i inni.

## Zdjęcia
Zdjęcia realizowane były na terenie Węgier (Budapeszt) oraz Kanady (Toronto).